# Попов Ігор Віталійович
Ігор Віталійович Попов (нар. 25 березня 1970, м. Антрацит, Ворошиловградська область,Українська РСР, СРСР) — український волейболіст, який закінчив кар'єру. Колишній гравець чоловічої збірної України з волейболу. На клубному рівні грав в Італії, Греції, Австрії та в Україні. Майстер спорту.

## Біографія
З 1987 року у професіональному волейболі. Починав грати за «Динамо» (Луганськ), де виступав до 1994 року.
У складі збірних Радянського Союзу вигравав чемпіонат Європи серед юніорів 1988 року, Кубок світу 1991 року. 
У складі збірної України грав з 1995 по 2003 рік. Брав участь у фінальних частинах чемпіонатів Європи 1995, 1997 рр. і чемпіонату світу 1998 р.
Впродовж трьох сезонів грав в Італії, виступаючи за «Петрарка Воллей» (1994/95) і «Наполі» (1995-1997). 1997 року перейшов до грецького «Олімпіакоса». Він зіграв у пірейській команді лише один рік, проте зумів зробити дубль (виграти чемпіонат і Кубок). Наступною зупинкою в кар'єрі Попова стала грецька «Орестіада», де він пробув на рік. 
1999 року Ігор повернувся до Італії, де виступав протягом наступних п'яти років. Спочатку він грав у «Kappa Торіно» (1999/00), потім перейшов у «Videx Da.Mi. Grottazzolina» (2000-2002), потім перейшов на один сезон у «Samia Schio Sport» (2002-03), а після того захищав кольори «Rocknowar! Formigine» (2003-04). «Формініо» повинен був стати останньою зупинкою в кар'єрі Попова, оскільки у 2004 році він вирішив завершити свою довгу професійну кар'єру.
У сезоні 2004/05 став чемпіоном і володарем Кубку Австорії у складі «Гіппо-Тиролю» з Інсбруку.
У складі київського «Локомотива» став чемпіоном України.
2015 року працював функціонером ФВУ, а також викладачем кафедри фізичного виховання Гуманітарного інституту Київського університету імені Бориса Грінченка.
2016 року працював головою підкомісії паркового волейболу ФВУ, а також балотувався на посаду президента ФВУ.
З 2016 по 2018 рік тренував жіночу волейбольну команду «Фаворит» (Київ, Україна).